# Helena Hedlund
Helena Maria Hedlund, tidigare Jacobsson, född 14 november 1978 i Rångedala församling i Borås kommun, är en svensk skådespelare, dramatiker och författare.
Efter utbildning vid Teaterhögskolan i Malmö 1997–2001 har hon bl a varit verksam på Månteatern, Teater Martin Mutter och Örebro Teater. Hon är med i Teateralliansen sedan 2017.
Hon har medverkat i SVT:s Anno 1790 och i den norska kortfilmen Idyll.
Mellan 2008 och 2017 var hon regelbunden krönikör i ETC Örebro.
Som dramatiker har Helena Hedlund skrivit pjäser för främst barn och unga. Som författare debuterade hon 2018 med kapitelboken Det fina med Kerstin på Natur & Kultur, för vilken hon belönades både med debutantpriset Slangbellan och Nils Holgersson-plaketten för bästa barn- och ungdomsbok 2018. Boken följdes upp med en serie i sex delar och böckerna har översatts till norska, danska, tyska och polska. Första boken dramatiserades för Teater Halland 2023 och för Malmö Stadsteater 2025 och sista boken dramatiserades för Örebro Teater 2024.
Boken Brinn alla hästar nominerades till Barnradions Bokpris 2024.
Helena Hedlund är bosatt i Örebro kommun. Hon var gift med skådespelaren Jonas Hedlund till hans död 2024.

## Pjäser
- 2005 – Zeina och Nalle ( En dramatisering av Sören Olssons och Anders Jacobssons böcker, Teater Martin Mutter)
- 2008 – Snöängel (Teater Martin Mutter)
- 2011 – Hedvig och Max-Olov ( En dramatisering av Frida Nilssons bok, Teater Martin Mutter.)
- 2012 – Nu är jag här (Teater Martin Mutter)
- 2014 – Stures nya jacka (En dramatisering av Eva Erikssons bok, Teater Martin Mutter)
- 2016 – Artikel 3  (Teater Martin Mutter)
- 2019 – Under bryggan (Teater Martin Mutter)
- 2020 – Pinsamheter (1/5 av pjäs skriven av fem dramatiker. Teater Martin Mutter.)
- 2023 – Allt om Kerstin  (Dramatisering av egen bok, Örebro Teater)
- 2024 – Skoja' bara (Teater Pero)

## Priser och utmärkelser
- 2012 – Hjalmar Berglunds Revypris[17]
- 2015 – Region Örebro läns Kulturstipendium[18]
- 2019 – Slangbellan[10] för Det fina med Kerstin
- 2019 – Nils Holgersson-plaketten[11] för Det fina med Kerstin
- 2019 – Jeremias-stipendiet[19]
- 2022 – Luchs des Monats[20] (februari) för Kerstin ist goldrichtig
- 2024 – Treårigt arbetsstipendium från Sveriges Författarfond.
- 2024 – Axbergs Hovsta Hembygdsförenings kulturstipendium. [21]
- 2024 – Region Örebro läns kulturpris [22]
- 2025 – Martha Sandwall-Bergströms stipendium[23]